# Општина Ливезиле (Бистрица-Насауд)
Ливезиле (рум. Livezile) општина је у Румунији у округу Бистрица-Насауд.
Oпштина се налази на надморској висини од 487 m.